# Treillières
Treillières é uma  comuna francesa, localizada no departamento Loire-Atlantique e na região administrativa do Pays-de-la-Loire. Surge mencionada num documento de Luís, o Gordo em 1123.